# レイモン・ド・ソシュール
レイモン・ド・ソシュール（Raymond de Saussure、フランス語: [ʁɛmɔ̃ də sosyʁ]、1894年8月2日 – 1971年10月29日）は、スイスの精神分析学者で、 ヨーロッパ精神分析連合の最初の会長。レイモン・ド・ソシュールは言語学者フェルディナン・ド・ソシュールの息子としてジュネーヴで生まれた。